# Bastian Dahl
Bastian Anastasius Dahl, född 30 juni 1851 i Molde, död i februari 1895 i Kristiania, var en norsk filolog. 
Dahl blev student 1868 och filologisk kandidat 1874 samt verkade först som lärare och blev 1885 universitetsstipendiat i latinsk filologi vid Kristiania universitet. Han betraktades som självskriven efterträdare till Johan Peter Weisse som professor i nämnda ämne, men tvingades redan samma år lämna sin tjänst på grund av sin homosexualitet och ägnade sig därefter åt arkivtjänstgöring. Han avled vid 43 års ålder till följd av slaganfall.
Dahl utgav Die lateinische partikel Vt (1882, prisskrift), Zur Handschriftenkunde des ciceronischen Cato maior I–II (1885–86, i Kristiania Videnskabsselskabs "Forhandlinger"), Latinsk literaturhistorie (1889) och den anonyma resehandboken Molde og Romsdalen (1892).